# Малкольм Макларен
Малкольм Макларен (повне ім'я — Малкольм Роберт Ендрю Макларен, англ. Malcolm Robert Andrew McLaren; 22 січня 1946 Лондон, Велика Британія, — 8 квітня 2010, Беллінцона, Швейцарія) — британський музикант і продюсер. Найбільше відомий як менеджер групи Sex Pistols, яка стала знаковою подією в історії панк-року.

## Біографія

### Юність
Макларен народився в Лондоні, в єврейсько-шотландської сім'ї і виховувався бабусею-сефардкою Розою Айзекс (батько покинув сім'ю, коли йому було 2 роки). Коли Макларену було 6, його мати одружилась знову, але стосунки з вітчимом у нього не склалися.
В юності він змінив багато професій і неодноразово вступав в художні школи, але так ні одну і не закінчив. Тоді ж він почав створювати власні моделі одягу. В кінці 1960-х Макларен захопився ідеологією ситуаціонізму — руху, що вийшов з марксизму, але який приваблював декларуванням провокативних, абсурдних дій.

### New York Dolls та магазин одягу
У 1971 році Макларен разом з дизайнером Вів'єн Вествуд, з якої він в той час зустрічався, відкрив бутик Let It Rock (1971—1973), пізніше перейменований в Too Fast to Live, Too Young to Die (1973—1974), потім в SEX (1974—1976). Бутик, орієнтований на переживала відродження субкультуру тедді-боїв, користувався популярністю.
У 1974 році Макларен здійснив поїздку в Нью-Йорк, де познайомився з глем-панк-групою New York Dolls. На короткий час Макларен став їх менеджером. Провокаційний імідж, який нав'язував їм Макларен (включаючи радянську символіку) контрастував з уже сформованим образом групи і не приніс успіху. У 1975 році почався розпад New York Dolls, а Макларен повернувся в Лондон. Згодом музиканти New York Dolls зневажливо відгукувалися про роботу Макларена.
Після повернення Макларен вирішив змінити орієнтацію бутика. Основним товаром магазину стала атрибутика БДСМ і предмети фетиш-моди, в тому числі створені Вів'єн Вествуд.

### Sex Pistols
Приблизно в 1974 році Макларен став менеджером групи, яка пізніше стала відома як Sex Pistols. Творці групи Стів Джонс і Пол Кук були завсідниками магазину Макларена. Потім до групи приєднався басист Глен Метлок. Ще пізніше увагу Макларена залучив ще один відвідувач, Джон Лайдон, що носив футболку з написом «Я ненавиджу Pink Floyd». Він став вокалістом. Нове провокаційна назва Sex Pistols Макларен колись почув у Америці, так називалася одна вулична банда.
Перший сингл Sex Pistols Anarchy in the U.K. вийшов на EMI в листопаді 1976 року. 1 грудня стався знаменитий інцидент, коли Стів Джонс в прямому ефірі обматюкав ведучого телеканалу, який брав інтерв'ю у групи. EMI розірвала контракт, а група стала відомою на всю країну. У травні 1977 року вийшов другий сингл «God Save the Queen». Макларен орендував катер на Темзі, на якому Sex Pistols виконували пісню наживо. Акція закінчилася новим скандалом і арештом Макларена, але історія принесла групі додаткову рекламу.
У жовтні 1977 року вийшов альбом Never Mind the Bollocks, Here's the Sex Pistols; в січні наступного року відбувся не надто успішний тур по США, відразу після якого група розпалася. Після цього Лайдон звинуватив Макларена в тому, що він наживався на групі і отримував більшу частину прибутку. Через це Лайдон відмовився зніматися у фільмі «Велике рок-н-рольне обдурювання». Протягом 1980-х років Лайдон і Макларен вели довгий процес з приводу прав на ім'я Sex Pistols, що закінчився перемогою Лайдона.

### Після Sex Pistols
Після розпаду Sex Pistols Макларен став менеджером групи Adam and the Ants. Майже відразу він посварився з лідером групи Адамом Антом і разом з новою солісткою Аннабеллою Льюин і музикантами Adam and the Ants створив нью-вейв-групу Bow Wow Wow. Група прославилася оригінальним вкрапленням ритмічних африканських мотивів в електронну рок-музику і скандалом, який викликала поява оголеною чотирнадцятирічної солістки на обкладинці альбому See Jungle! …

### Сольна кар'єра
Перший сольний альбом Макларена, Duck Rock, вийшов в 1983 році. На ньому переважали елементи хіп-хопу, і альбом зіграв чималу роль в поширенні хіп-хопу у Великій Британії. Сингли «Buffalo Gals» і «Double Dutch» потрапили в хіт-паради по обидва боки Атлантики. У наступному році він записав сингл «Madame Butterfly», заснований на однойменній опері.
Подальші роботи Макларена характеризувалися еклектичним змішанням стилів. Час від часу його сингли потрапляли в британські та європейські чарти. Пісня «About Her», заснована на композиції рок-групи The Zombies «She's Not There», увійшла до саундтреку фільму «Вбити Білла-2».
Макларен помер у швейцарському госпіталі від рідкісної форми раку — мезотеліоми 8 квітня 2010 року.

## Пам'ять
У жовтні 2011 року в США була заснована премія імені Малкольма Макларена, якою нагороджують авторів «найбільш новаторських і глибоких робіт в сфері сучасного мистецтва». Премія вручається щорічно, перше вручення нагороди відбулося 21 листопада 2011 року.

## Дискографія
- 1982 — Duck Rock
- 1983 — D'ya Like Scratchin’
- 1984 — Madam Butterfly
- 1984 — Fans
- 1985 — Swamp Thing
- 1989 — Waltz Darling
- 1990 — Round the Outside, Round the Outside
- 1994 — Paris
- 1998 — Buffalo Gals Back to Skool
- 2005 — Tranquilize